# アルカラ大学
アルカラ大学（スペイン語: Universidad de Alcalá) は、スペイン・マドリード州アルカラ・デ・エナーレスにある公立大学。1977年7月1日設立。約26,000人の学生と1750人の教授が所属している。略称はUAH。
アルカラ・デ・エナーレスは首都マドリードの北東35㎞にあり、マドリード州で3番目に大きな町である。アルカラ大学はスペイン語圏最大の文学賞であるセルバンテス賞を毎年発表している。

## 歴史

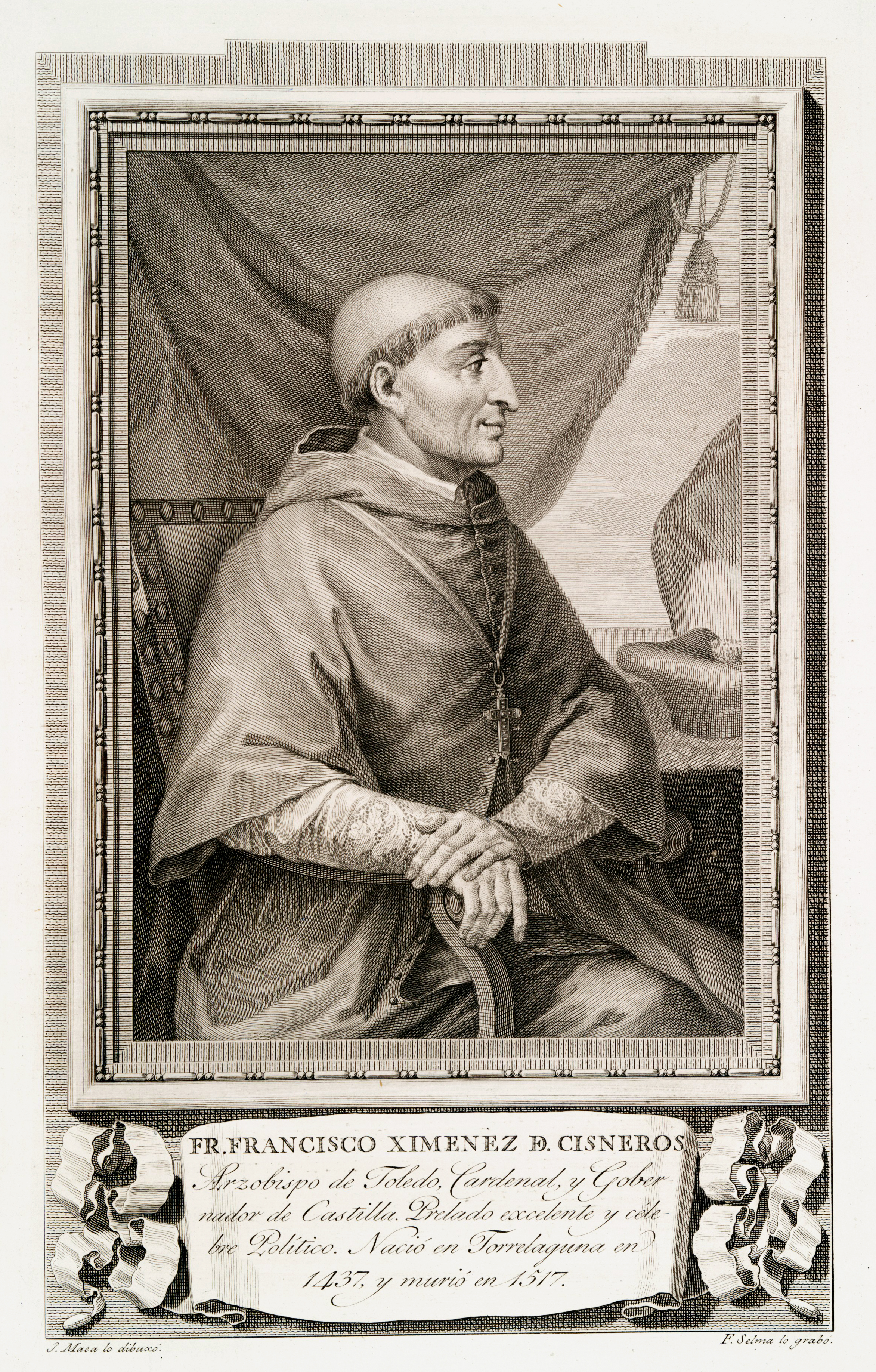
前身となるコンプルテンセ大学の創設者シスネロス卿

### コンプルテンセ大学との関係
この大学は1293年にストゥディウム・ゲネラーレ（中世大学）として設立され、所在地の名を取って一般的にアルカラ大学と呼ばれていた。この大学が1836年にマドリードに移転してマドリード中央大学（後のマドリード・コンプルテンセ大学）となると、アルカラ・デ・エナーレスの校舎は閉鎖されたが、1977年にはアルカラ・デ・エナーレスにアルカラ大学が再設立された。アルカラ大学とマドリード・コンプルテンセ大学は沿革を共有している。単に「アルカラ大学」と呼んだ場合、1977年に設立されたアルカラ大学を指す場合と、マドリード・コンプルテンセ大学の旧称である場合がある。

### 1977年の再設立後
マドリード・コンプルテンセ大学への偏重を解消することを目的として、1975年に一部の学部がアルカラ・デ・エナーレスに設立された。1977年には旧校舎において新設のアルカラ・デ・エナーレス大学が開学した。1996年11月5日には名称が単にアルカラ大学となったが、アリカンテ大学との混同を回避するために、略称は従来のままUAHである。1998年12月2日には「アルカラ・デ・エナレスの大学と歴史地区」がユネスコの世界遺産に登録された。

## 建築

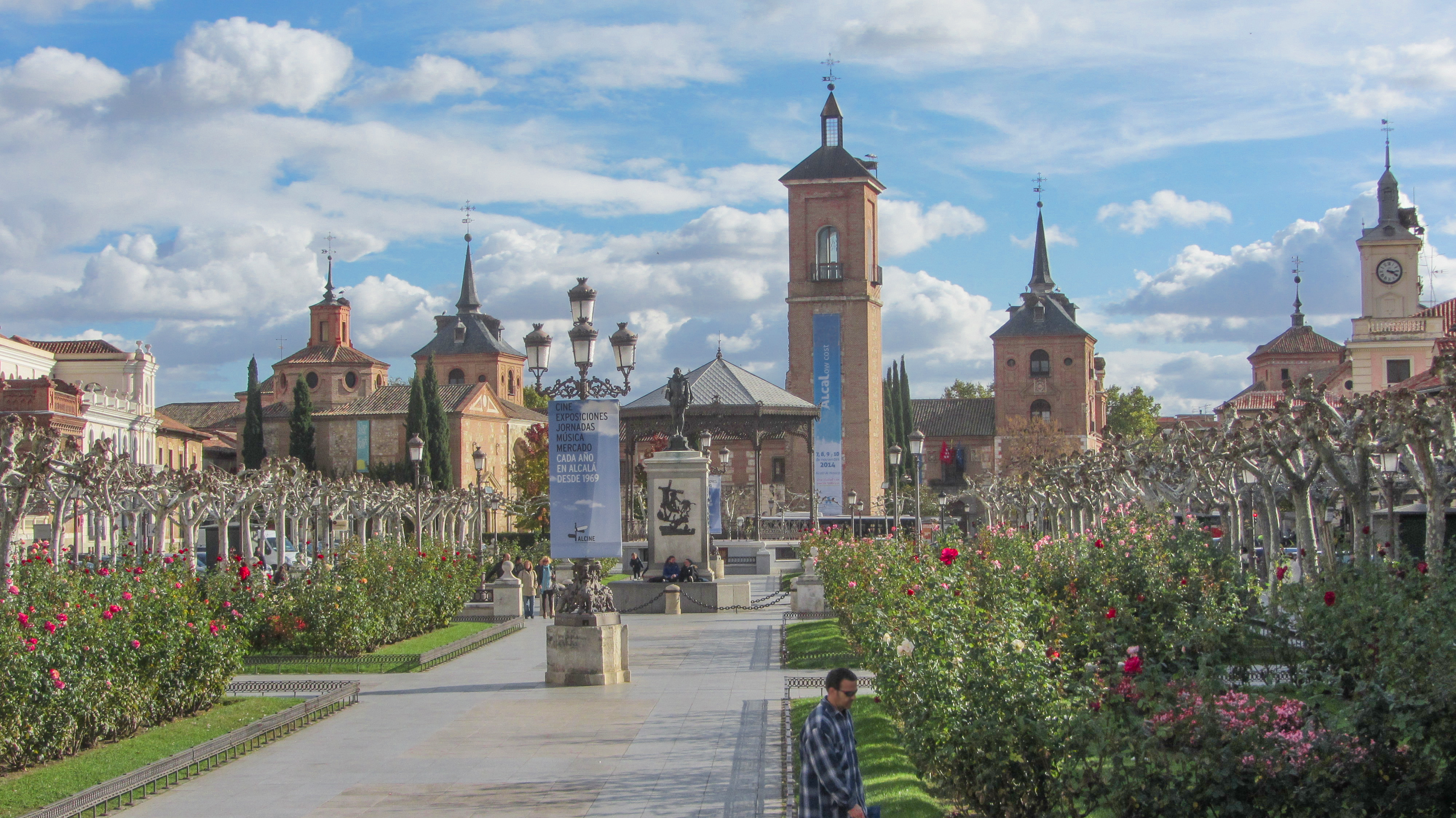
アルカラ・デ・エナーレス

大学キャンパス内部には、サン・イルデフォンソ学院やアルカラ大学礼拝堂、大講堂などがあり、町の観光名所ともなっている。サン・イルデフォンソ学院のファサードはルネサンス様式の傑作で、サラマンカ大聖堂やセゴビア大聖堂も設計したロドリゴ・ヒル・デ・オンタニョンの作品であり、1553年にペドロ・デ・ラ・コテラの監督のもとで完成。大窓や宗教彫刻、浮き彫りなどで装飾されたプラテレスコ様式のファサードは優雅な装飾と鉄格子で飾られている。また、「哲学者のパティオ」や「三ヶ国語パティオ」などいくつかの中庭も残されており、礼拝堂には、シスネロス枢機卿が埋葬されている。大講堂は現在でも盛大な入学式や、スペイン語圏最大の文学賞であるセルバンテス賞の授賞式の会場となっている。
講堂。建物の中でもシスネロス枢機卿時代に作られた部分は、大学礼拝堂のほかこの講堂だけであり、ここでは学位授与やその他の主要な式典に用いられている。漆喰の装飾や、モリスコ風交差アーチ文様（規則的対位法モールディング）を施した天井の飾りが見事である。
サン・イルデフォンソ礼拝堂は、ペドロ・デ・グミアルやアントニオ・デ・ネブリハ、またシスネロス枢機卿といった、重要な大学関係者が埋葬されている場所である。カララから取り寄せた大理石で作られた枢機卿の墓はドミニコ・ファンチェリのデザインによるルネサンス様式のもので、軍事、知的世界、宗教界への引喩を表している。ゴシック様式、ムデハル様式、ルネサンス様式の文様を用いた漆喰の装飾と、多色使いの交差アーチ天井飾りが、美しさに満ちた空間を作り出している。

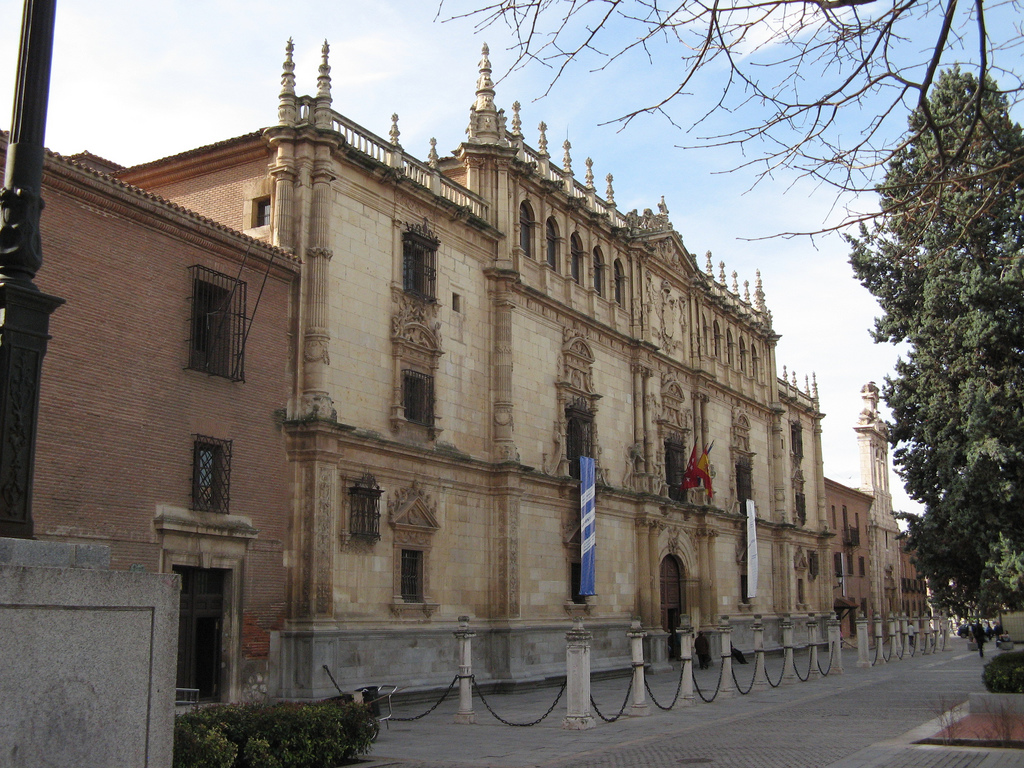
サン・イルデフォンソ学院のファサード
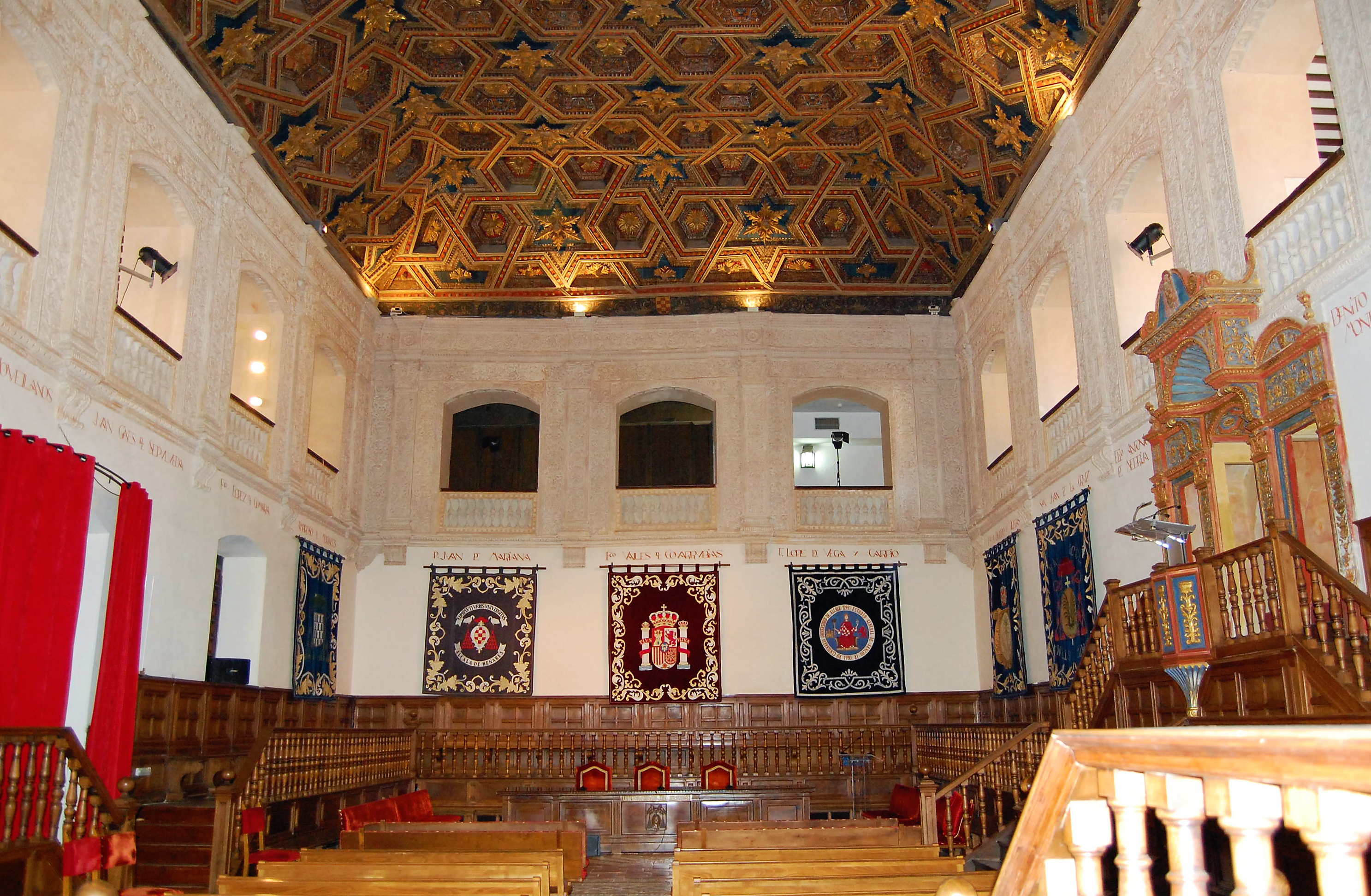
アルカラ大学の講堂。
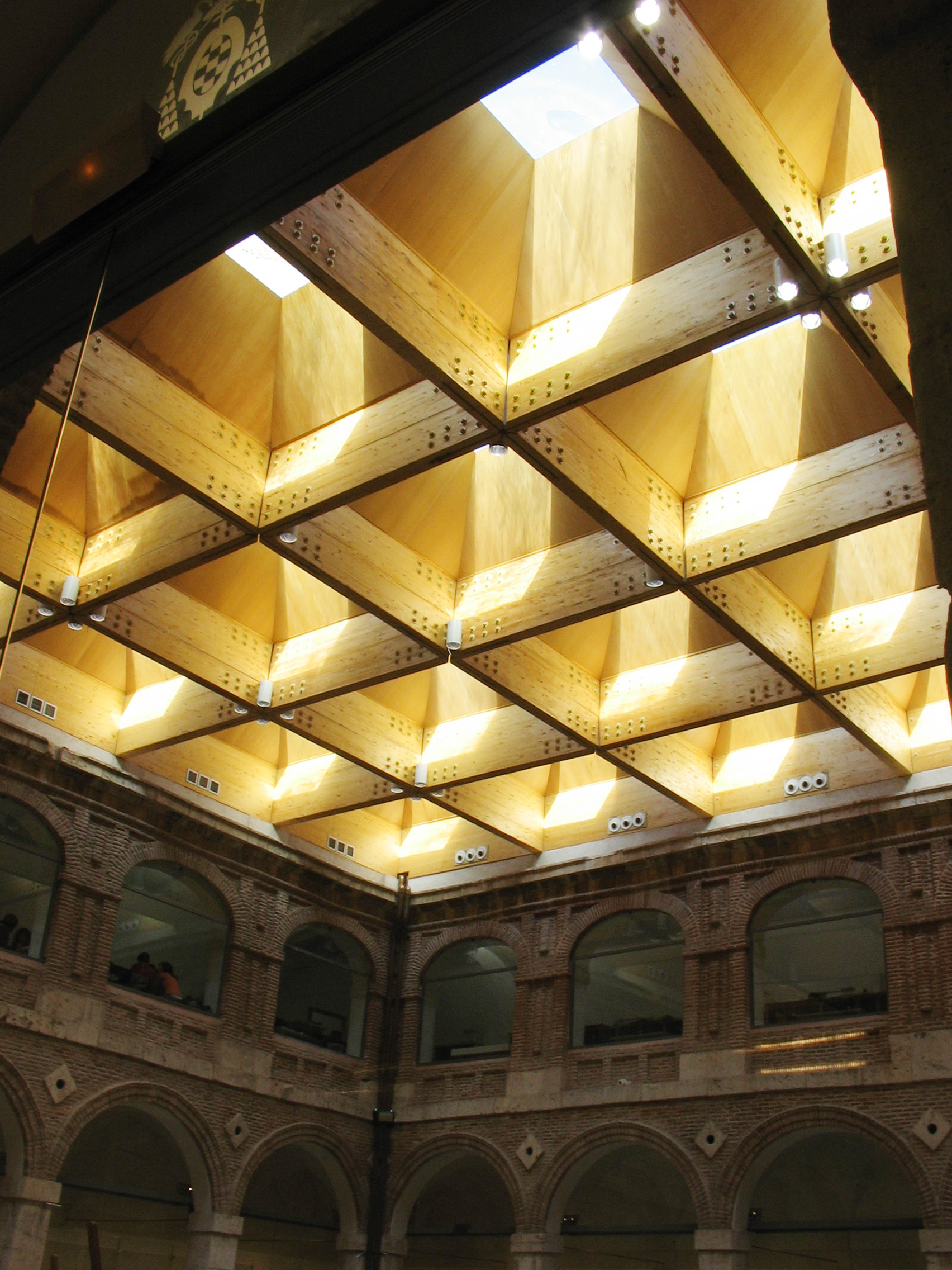
建物内

## 歴代学長

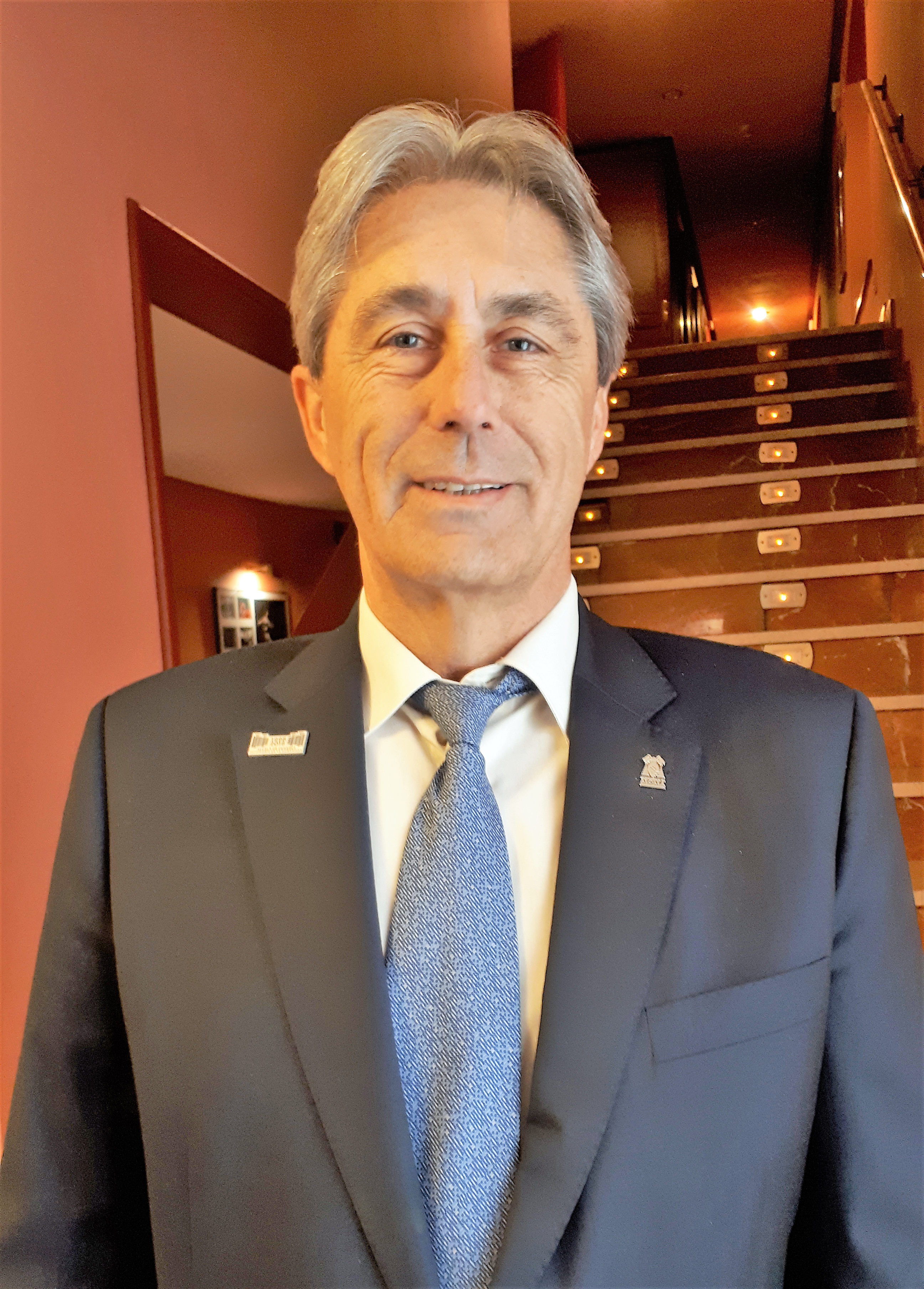
フェルナンド・ガルバン

| 代 | 期間        | 名前                           |
| -- | ----------- | ------------------------------ |
| 1  | 1977 - 1979 | フェリペ・カルボ・イ・カルボ   |
| 2  | 1979 - 1984 | マヌエル・マルテル・サン・ヒル |
| 3  | 1984 - 2002 | マヌエル・ガラ・ムニョス       |
| 4  | 2002 - 2010 | ビルヒリオ・サパテロ・ゴメス   |
| 5  | 2010 - 2018 | フェルナンド・ガルバン・ルエラ |
| 6  | 2018 -      | ホセ・ビセンテ・サス・ペレス   |

## 卒業生
- ホルヘ・トーレス・バリェホ（英語版）(1934-2007) : ペルーの政治家。
- マリア・ホセ・ガルシア・ボルヘ（英語版）(1956-) : 物理学者。
- ホセ・カルロス・マルティネス（英語版）(1962-2011) : アルゼンチンの政治家。
- ブランカ・デ・リサウル（英語版）(1966-) : 著作家。
- マリアム・ブディア（英語版）(1970-) : 著作家。

## 世界遺産
1998年、「アルカラ・デ・エナレスの大学と歴史地区は、ユネスコの世界遺産（文化遺産）に登録された。世界で最初の計画的な大学都市であること、都市計画がアメリカ大陸やヨーロッパでのモデルとなったことが評価された。また、登録基準の(6)として、この地で大学を中心として多言語対訳聖書など言語学の発展が見られたこと、ミゲル・デ・セルバンテスを生んだことが人類の知的発展に貢献したとされた。世界遺産に登録されたアルカラ大学を中心とした区域は、スペインの歴史遺産ともなっており、マドリード州政府やマドリード市によっても保護されている。
この世界遺産は世界遺産登録基準のうち、以下の条件を満たし、登録された（以下の基準は世界遺産センター公表の登録基準からの翻訳、引用である）。
- (2) ある期間を通じてまたはある文化圏において、建築、技術、記念碑的芸術、都市計画、景観デザインの発展に関し、人類の価値の重要な交流を示すもの。
- (4) 人類の歴史上重要な時代を例証する建築様式、建築物群、技術の集積または景観の優れた例。
- (6) 顕著で普遍的な意義を有する出来事、現存する伝統、思想、信仰または芸術的、文学的作品と直接にまたは明白に関連するもの（この基準は他の基準と組み合わせて用いるのが望ましいと世界遺産委員会は考えている）。

## 言語の道
アルカラはスペイン語（カスティージャ語）と関係の深く、スペインの各地を結ぶ「カスティージャ語の道」にも含まれている。これは学問においてカスティージャ語が不可欠であった大学の存在が大きく関係していると考えられている。大学はカスティージャ語の発展に貢献しており、カルデロン・デ・ラ・バルカ、アントニオ・ネブリハ、聖フアン・デ・ラ・クルスといった教授や学生たちを輩出した。またアルカラでは「カスティージャ語の聖書」とされることもある『ドン・キホーテ』の作者ミゲル・デ・セルバンテスも輩出している。
毎年4月23日にはスペイン国王やスペインの首相の出席のもと、スペイン語文学最大の賞であるセルバンテス賞の授賞式が、アルカラ大学の大講堂内で行われている。その名の通り作家セルバンテスにちなんで創設された文学賞であり、スペイン語で書かれた文学作品の著者に対して賞が送られる。
スペイン語の振興と教育を中心にスペイン語圏文化の普及に努めるセルバンテス文化センターの本拠地は、スペイン政府によってアルカラ大学キャンパス内に設置されている。